# Loeiza Noskova
Loeiza Nikolajevna Noskova-Tsjerepanova (Russisch: Луиза Николаевна Носкова-Черепанова) (Labytnangi, 7 juli 1968) is een Russisch biatlete. 

## Carrière
Noskova nam slechts tweemaal deel aan een mondiaal titeltoernooi, tijdens de Olympische Winterspelen 1994 won zij met haar ploeggenoten de gouden medaille op de estafette.

## Belangrijkste resultaten

### Wereldkampioenschappen
| 1994 | Canmore       |   |   | DNF |   |
| 1995 | Rasen-Antholz | — | — | —   | — |
| 1996 | Ruhpolding    | — | — | —   | — |

### Olympische Winterspelen
| Jaar | Plaats      | Onderdeel   | Onderdeel | Onderdeel |
| Jaar | Plaats      | Individueel | Sprint    | Estafette |
| ---- | ----------- | ----------- | --------- | --------- |
| 1994 | Lillehammer | 10e         | 39e       | Goud      |